# میتوخت
میتوخت، به روایتی همان دیو بدگمانی است. او نخستین آفریدهٔ اهریمن است و دیوی است که بدگمانی می‌آورد.